# Решетникова, Ирина Валентиновна
Ири́на Валенти́новна Реше́тникова (род. 25 марта 1959, Свердловск) — российский юрист, специалист по гражданскому и арбитражному процессу; доктор юридических наук (1998); профессор кафедры гражданского процесса Уральского государственного юридического университета имени В. Ф. Яковлева. С 2002 года является председателем Арбитражного суда Уральского округа. Лауреат премии «Юрист года» (2012), заслуженный юрист РФ.

## Биография
Выпускница Свердловского юридического института (1980). В 1985 году защитила кандидатскую диссертацию «Предмет науки советского гражданского процессуального права», в 1997 году — докторскую диссертацию «Доказательственное право в российском гражданском судопроизводстве». С 2002 по 2011 год являлась председателем Арбитражного суда Свердловской области. С 2011 по 2023 год являлась председателем Арбитражного суда Уральского округа.

## Работы
Ирина Решетникова является автором и соавтором двух сотен научных публикаций, включая несколько монографий, учебников и учебных пособий; она специализируется, в основном, на проблемах доказательственного права, а также — на вопросах российского и зарубежного гражданского и арбитражного процесса:
- «Доказательственное право в гражданском судопроизводстве» (Екатеринбург, 1997);
- «Доказательственное право Англии и США» (М., 1999);
- «Курс доказательственного права в гражданском судопроизводстве» (М., 2000);
- «Справочник по доказыванию в гражданском судопроизводстве» (М., 2002) (ответственный редактор и соавтор);
- «Судебная адвокатура» (СПб., 1996) (в соавторстве).

## Награды
- Знак отличия «За безупречную службу» XX лет (28 ноября 2022 года) — за заслуги в укреплении законности, защите прав и интересов граждан, многолетнюю добросовестную работу[2]
- Заслуженный юрист Российской Федерации (27 мая 2008 года) — за заслуги в укреплении законности, защите прав и законных интересов граждан и многолетнюю плодотворную работу[3]
- Почётная грамота Президента Российской Федерации (25 сентября 2018 года) — за заслуги в укреплении законности, защите прав и интересов граждан[4]
- Почётный гражданин Свердловской области (23 ноября 2022 года) — за особые заслуги в укреплении законности и правопорядка, развитии судебной системы на территории Свердловской области[5]